# Sportjahr 1919
Liste der Sportjahre

◄◄ | ◄ | 1915 | 1916 | 1917 | 1918 | Sportjahr 1919 | 1920 | 1921 | 1922 | 1923 | ► | ►►

Weitere Ereignisse

## Ereignisse

### Badminton
Höhepunkt des Badmintonjahres 1919 waren die London Championships, welche Mitte Dezember 1919 in Logan stattfanden. Im ersten Jahr nach dem Ersten Weltkrieg fand in Europa und insbesondere in Großbritannien noch kein regelmäßiger Spielbetrieb statt. Außerhalb Europas gab es keine offiziellen Meisterschaften.

### Internationale Veranstaltungen
| Veranstaltung        | Herreneinzel       | Dameneinzel       | Herrendoppel                           | Damendoppel                    | Mixed                            |
| -------------------- | ------------------ | ----------------- | -------------------------------------- | ------------------------------ | -------------------------------- |
| London Championships | George Alan Thomas | nicht ausgetragen | George Alan Thomas Archibald Engelbach | Margaret Tragett Hazel Hogarth | George Alan Thomas Hazel Hogarth |

### Baseball

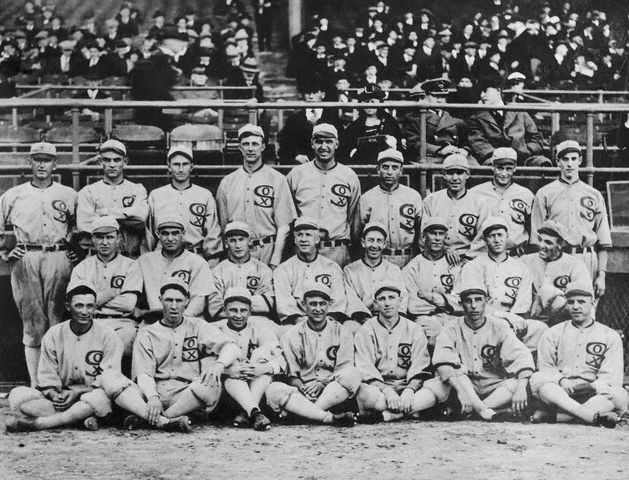
Die Verlierermannschaft der White Sox

- Die World Series 1919 ist vom „Black Sox Scandal“ überschattet. Damit endet die sogenannte Deadball-Ära in der Major League Baseball.

### Fußball

#### Meisterschaften
- 11. bis 29. Mai: Brasilien gewinnt erstmals den Campeonato Sudamericano.
- Mit vier Vereinen, darunter der Steyrer Fußballklub Vorwärts, wird erstmals eine Oberösterreichische Ligameisterschaft ausgetragen.

#### Vereinsgründungen
- 1. Januar: Der österreichische Fußballclub SC Parndorf wird offiziell gegründet.
- 15. Januar: Der tunesische Sportverein Espérance Tunis wird begründet, bekannt vor allem für seine Fußball- und Handballabteilung.
- 18. März: Der Fußballclub FC Valencia wird offiziell gegründet, nachdem am 5. März bereits eine Präsidentenwahl stattgefunden hat. Das erste Spiel des neuen Vereins geht am 21. März mit 0:1 gegen Valencia Gimnástico verloren.
- 23. März: Der Steyrer Fußballklub Vorwärts wird gegründet, die offizielle Gründungsfeier wird am 14. April im Casino Steyr abgehalten. Sein erstes Spiel bestreitet Vorwärts Steyr am 15. Juni in Linz gegen den Linzer Athletiksportklub Siegfried. Es endet 2:2.

„Stammbaum“ mit den Vorgängervereinen des VfB Lübeck

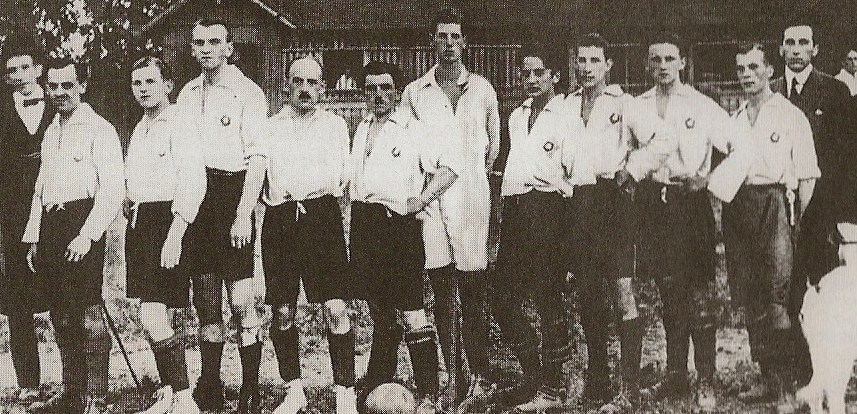
Die Mannschaft des 1. ČsŠK Bratislava

- 3. Mai: In Bratislava wird der Fußballverein 1. ČsŠK Bratislava gegründet, der sich 1953 in ŠK Slovan Bratislava umbenennt.
- 2. Juni: Durch den Zusammenschluss der drei Vereine SC Germania 1887, Hamburger FC 1888 und FC Falke 06 entsteht der Hamburger SV.
- 28. August: Der Ballsportverein Vorwärts 1919 Lübeck wird gegründet.

### Handball
- Der Berliner Turnlehrer Carl Schelenz entwickelt das von Oberturnwart Max Heiser für Mädchen entworfene Handballspiel weiter. Er macht es auch für Jungen und Männer attraktiv, indem er Zweikämpfe erlaubt und den Ball verkleinert, womit er das Werfen in den Vordergrund stellt. Außerdem führt er das Prellen ein. Die restlichen Grundlagen wie Spielfeld, Mannschaftsgröße und Schiedsrichter übernimmt Schelenz vom Fußball. Daraufhin wird Handball immer beliebter und es bilden sich erste Vereinsmannschaften.

### Leichtathletik

#### Leichtathletik-Meisterschaften
- 11. bis 13. April: In Montevideo finden die Leichtathletik-Südamerikameisterschaften 1919 statt.
- Deutsche Leichtathletik-Meisterschaften 1919
- Finnische Leichtathletik-Meisterschaften 1919

#### Leichtathletik-Weltrekorde
- 16. Juni: Jean Bouin, Frankreich, läuft die 10.000 Meter der Männer in 30:58,8 min.
- 13. August: Jonni Myyrä, Finnland, erreicht im Speerwurf der Männer 65,55 m.
- 23. Oktober: Jonni Myyrä, Finnland, erreicht im Speerwurf der Männer 66,10 m.

### Radrennen
- Giro d’Italia 1919
- Tour de France 1919

### Tennis
- International Lawn Tennis Challenge 1919
- Wimbledon Championships 1919

### Wintersport
- Das Finale im Stanley Cup wird wegen der Spanischen Grippe nach fünf Spielen unentschieden abgebrochen.
- Memorial Cup 1919

## Geboren

### Januar
- 01. Januar: Rocky Graziano, US-amerikanischer Boxer († 1990)
- 05. Januar: Al Blozis, US-amerikanischer American-Football-Spieler († 1945)
- 05. Januar: Gordon Wren, US-amerikanischer Skisportler († 1999)
- 06. Januar: Roy Cochran, US-amerikanischer Leichtathlet († 1981)
- 13. Januar: Ludwig Janda, deutscher Fußballspieler († 1981)
- 18. Januar: Anton Turek, deutscher Fußballspieler († 1984)
- 23. Januar: Bob Paisley, englischer Fußballspieler und -trainer († 1996)
- 26. Januar: Valentino Mazzola, italienischer Fußballspieler († 1949)
- 26. Januar: Bill Nicholson, britischer Fußballspieler († 2004)
- 28. Januar: Hubert Negele, liechtensteinischer Skirennläufer († 1994)

### Februar
- 02. Februar: Georg Gawliczek, deutscher Fußballspieler und -trainer († 1999)
- 07. Februar: Ilse Pausin, österreichische Eiskunstläuferin († 1999)
- 08. Februar: Leopold Neumer, deutscher und österreichischer Fußballspieler († 1990)
- 10. Februar: Donald Dupree, US-amerikanischer Bobfahrer († 1993)
- 10. Februar: Eddie Johnson, US-amerikanischer Automobilrennfahrer († 1974)
- 10. Februar: Lina Mittner, Schweizer Skirennfahrerin († 2013)
- 11. Februar: Gretchen Fraser, US-amerikanische Skirennläuferin († 1994)
- 12. Februar: Ferruccio Valcareggi, italienischer Fußballspieler und -trainer († 2005)
- 17. Februar: Joseph Hunt, US-amerikanischer Tennisspieler († 1945)
- 21. Februar: Edi Schild, Schweizer Skilangläufer († 2008)
- 26. Februar: Anna Hagemann, deutsche Leichtathletin († 2008)
- 26. Februar: Hendrika Mastenbroek, niederländische Schwimmerin († 2003)
- 28. Februar: Hans Nogler, österreichischer Skirennläufer († 2011)

### März
- 04. März: Buck Baker, US-amerikanischer Automobilrennfahrer († 2002)
- 04. März: Harry Knudsen, dänischer Ruderer († 1998)
- 04. März: Juan Carlos Muñoz, argentinischer Fußballspieler und -trainer († 2009)
- 05. März: Grigori Irmowitsch Nowak, sowjetischer Gewichtheber († 1980)
- 07. März: Christel Rupke, deutsche Schwimmerin († 1998)
- 10. März: Bulldog Turner, US-amerikanischer American-Football-Spieler und -Trainer († 1998)
- 16. März: Jaroslav Cardal, tschechoslowakischer Skilangläufer († 2010)
- 28. März: Joe Turner, kanadischer Eishockeytorhüter († 1945)

### April
- 01. April: Percy Oliver, australischer Schwimmer († 2011)
- 02. April: Delfo Cabrera, argentinischer Marathonläufer († 1981)
- 04. April: Doug Peace, kanadischer Radrennfahrer († 2000)
- 07. April: Aldo Campatelli, italienischer Fußballspieler und -trainer († 1984)
- 07. April: Edoardo Mangiarotti, italienischer Fechter († 2012)
- 10. April: Richard Bergmann, österreichischer Tischtennisspieler († 1970)
- 10. April: Anna Ineke-Timmermans, niederländische Schwimmerin († 1958)
- 11. April: Ernest Ziaja, polnischer Eishockeyspieler († 1997)
- 15. April: Aat de Roos, niederländischer Hockeyspieler († 1992)
- 25. April: Finn Helgesen, norwegischer Eisschnellläufer († 2011)
- 28. April: Kurt Wires, finnischer Kanute († 1992)

### Mai
- 02. Mai: Louis-Georges Niels, belgischer Bobfahrer († 2000)
- 02. Mai: Vital Vouardoux, Schweizer Skisportler († 1977)
- 05. Mai: Tony Canadeo, US-amerikanischer American-Football-Spieler († 2003)
- 06. Mai: André Guelfi, marokkanischer Automobilrennfahrer († 2016)
- 13. Mai: Hanns Aderhold, deutscher Wasserspringer († 1987)

### Juni
- 02. Juni: Roberto Lacedelli, italienischer Skisportler († 1983)
- 07. Juni: Lorenz Nieberl, deutscher Bobfahrer († 1968)
- 09. Juni: Isaak Boleslawski, sowjetischer Schachspieler († 1977)

### Juli
- 02. Juli: Albert Batteux, französischer Fußballspieler und -trainer († 2003)
- 09. Juli: Max Nathan, deutscher Automobilrennfahrer († 1960)
- 10. Juli: Angela Anderes, Schweizer Eiskunstläuferin († unbekannt)
- 12. Juli: Vera Ralston, tschechoslowakische Eiskunstläuferin († 2003)
- 16. Juli: Anne Ehscheidt, deutsche Wasserspringerin († 1947)
- 16. Juli: Teuvo Laukkanen, finnischer Skilangläufer († 2011)
- 20. Juli: Edmund Hillary, neuseeländischer Bergsteiger, Expeditionsleiter († 2008)
- 20. Juli: Herbert Podolske, deutscher Handballspieler († 2003)
- 24. Juli: Ferdy Kübler, Schweizer Radrennfahrer († 2016)

### August
- 04. August: Freddie Tomlins, britischer Eiskunstläufer († 1943)
- 06. August: Pauline Betz, US-amerikanische Tennisspielerin († 2011)
- 09. August: Ralph Houk, US-amerikanischer Baseballmanager († 2010)
- 12. August: Clark Templeman, US-amerikanischer Automobilrennfahrer († 1962)
- 13. August: Irving Taylor, kanadischer Eishockeyspieler und -trainer († 1991)
- 23. August: Dries van der Lof, niederländischer Automobilrennfahrer († 1990)
- 25. August: Hannes Sonck, finnischer Leichtathlet († 1952)
- 29. August: Herbert Wahrendorf, deutscher Pädagoge, Sportler und Sportfunktionär († 1993)
- 30. August: Kathlyn Kelley, US-amerikanische Leichtathletin († 2006)

### September
- 02. September: Lance Macklin, englischer Automobilrennfahrer († 2002)
- 04. September: Sante Geminiani, italienischer Motorradrennfahrer († 1951)
- 05. September: Romeo Menti, italienischer Fußballspieler († 1949)
- 07. September: Albéric Schotte, belgischer Radrennfahrer († 2004)
- 09. September: Gottfried Dienst, Schweizer Fußballschiedsrichter († 1998)
- 15. September: Fausto Coppi, italienischer Radrennfahrer († 1960)
- 18. September: Marga Petersen, deutsche Leichtathletin und Olympiateilnehmerin († 2002)
- 26. September: Ezio Loik, italienischer Fußballspieler († 1949)
- 29. September: Heinz Fabian, deutscher Fußballspieler († unbekannt)
- 30. September: Roberto Bonomi, argentinischer Automobilrennfahrer († 1992)
- 30. September: Cecil Green, US-amerikanischer Automobilrennfahrer († 1951)

### Oktober
- 02. Oktober: Jan Flinterman, niederländischer Automobilrennfahrer († 1992)
- 07. Oktober: Erik Elmsäter, schwedischer Leichtathlet und Nordischer Kombinierer († 2006)
- 08. Oktober: Jack McGrath, US-amerikanischer Automobilrennfahrer († 1955)
- 10. Oktober: Chris Kropman, niederländischer Radrennfahrer († 1919)
- 11. Oktober: Kader Firoud, französischer Fußballspieler und -trainer († 2005)
- 15. Oktober: Chuck Stevenson, US-amerikanischer Automobilrennfahrer († 1995)
- 24. Oktober: Pentti Lammio, finnischer Eisschnellläufer († 1999)
- 27. Oktober: Willi Arlt, deutscher Fußballspieler († 1947)
- 27. Oktober: Ursula Pollack, deutsche Schwimmerin († unbekannt)
- 28. Oktober: Walt Hansgen, US-amerikanischer Automobilrennfahrer († 1966)
- 29. Oktober: Alfred Gansiniec, polnischer Eishockeyspieler und -trainer († 1999)

### November
- 04. November: Eric Thompson, britischer Automobilrennfahrer († 2015)
- 07. November: Helmuth Hoffmann, deutscher Tischtennisspieler († 2010)
- 09. November: Johann Herberger, deutscher Fußballspieler († 2002)
- 10. November: Abderrahman Ibrir, algerisch-französischer Fußballspieler († 1990)
- 20. November: Alan Brown, britischer Automobilrennfahrer und Rennteambesitzer († 2004)
- 22. November: Pol Braekman, belgischer Leichtathlet († 1994)
- 23. November: Jupp Schlaf, deutscher Tischtennisfunktionär und -spieler († 1989)
- 27. November: Eva Arndt, dänische Schwimmerin († 1993)

### Dezember
- 01. Dezember: Lauri Tamminen, finnischer Leichtathlet († 2010)
- 02. Dezember: Robin Lee, US-amerikanischer Eiskunstläufer († 1997)
- 03. Dezember: Jakob Kiefer, deutscher Turner († 1991)
- 04. Dezember: Heinz Spundflasche, deutscher Fußballspieler († 1972)
- 05. Dezember: Hennes Weisweiler, deutscher Fußballtrainer († 1983)
- 07. Dezember: Ed Ulinski, US-amerikanischer American-Football-Spieler und -Trainer († 2006)
- 12. Dezember: Paavo Johannes Aaltonen, finnischer Geräteturner († 1962)
- 12. Dezember: Hermann Neuberger, deutscher Journalist und Sportfunktionär, Präsident des Deutschen Fußball-Bundes († 1992)
- 14. Dezember: Bob Drake, US-amerikanischer Automobilrennfahrer († 1990)
- 15. Dezember: Åke Seyffarth, schwedischer Eisschnellläufer und Radrennfahrer († 1998)
- 17. Dezember: Tini Wagner, niederländische Schwimmerin († 2004)
- 21. Dezember: Doris Quarmby, britische Schwimmerin († 2005)
- 22. Dezember: Jesse Pye, englischer Fußballspieler († 1984)

## Gestorben
- 26. Januar: Hermann von Bönninghausen, deutscher Leichtathlet (* 1888)

- 02. Februar: Jack Caffery, kanadischer Leichtathlet (* 1879)
- 15. Februar: André Prévost, französischer Tennisspieler (* 1860)
- 20. Februar: Eugène Besse, französischer Marathonläufer (* 1881)
- 21. Februar: John Condon, britischer Boxer (* 1889)
- 25. Februar: Edvin Hellgren, schwedischer Langstreckenläufer (* 1888)
- 25. Februar: Henri Mialaret, französischer Segler (* 1855)
- 25. Februar: James Pike, britischer Sportschütze (* 1861)

- 01. März: Sven Forssman, schwedischer Turner (* 1882)
- 06. März: George Eyser, US-amerikanischer Turner (* 1870)

- 09. April: Emil Schallopp, deutscher Schachmeister (* 1843)

- 18. Mai: Frederick Cresser, US-amerikanischer Ruderer (* 1872)
- 19. Mai: Sven Olsson, schwedischer Fußballspieler (* 1889)
- 21. Mai: Fritz Reiser, deutscher Marathonläufer (* 1875)
- 25. Mai: Jessie Pollock, US-amerikanische Bogenschützin (* 1840)
- 30. Mai: Roberto Chery, uruguayischer Fußballtorhüter (* 1896)

- 16. August: Andrew Sockalexis, US-amerikanischer Langstreckenläufer (* 1891)
- 21. August: Laurence Doherty, englischer Tennisspieler (* 1875)
- 28. August: Adolf Schmal, österreichischer Fecht- und Radsportler (* 1872)

- 03. Oktober: Hjalmar Mellander, schwedischer Leichtathlet (* 1880)
- 20. Oktober: Walter Brack, deutscher Schwimmer (* 1880)

- 22. November: Mary Rudge, britische Schachweltmeisterin (* 1842)
- 29. November: Szymon Winawer, polnischer Schachspieler (* 1838)

- 01. Dezember: Josef Rosemeyer, deutscher Bahnradfahrer, Erfinder und Unternehmer (* 1872)
- 18. Dezember: Henri Fournier, französischer Automobilrennfahrer (* 1871)
- 22. Dezember: Hermann Weingärtner, deutscher Turner und Olympiasieger (* 1864)

- Sotirios Versis, griechischer Gewichtheber und Leichtathlet (* 1876)